# Кнежевац (Београд)
Кнежевац је градско насеље у Београду, које се налази на територији градске општине Раковица.

## Историја
Кнежевац, некадашње село Хумска. Назив Кнежевац први пут се јавља у турском попису из 1560. године, а до тада се ово село у историјским изворима помиње под именом Хумска. Велики део данашње Раковичке општине припадао је у XIX веку атару села Кнежевац, укључујући и онај део Топчидерске долине у којем ће нићи насеље Раковица. Кнежевачки атар се у XIX веку налазио у саставу Жарковачке општине, која је била саставни део Врачарског среза, административно формираног 1856. године.

## Локација
Κнежевац се налази у централном делу градске општине Раковица. Развијен је као село на северним падинама брда Стражевица, између ушћа потока Змајевац у Раковички поток и свом ушћа у реку Топчидерска река. Окружен је насељима Раковица на северу, Видиковац на западу и Лабудово брдо и Кијево на југу.

## Градски саобраћај
До насеља се може доћи линијама гсп-а:
Дневним аутобуским линијама:
- Линија 37 Железничка станица /Панчевачки мост/ — Кнежевац[2]
- Линија 42 Трг Славија /Бирчанинова/ — Петлово брдо[3]
- Линија 54 Миљаковац 1 —МЗ Макиш[4]
- Линија 94 Нови Београд /Блок 45/ — Ресник /Едварда Грига/[5]
- Линија 501 Петлово брдо — Старо Кијево[6]
- Линија 502 Миљаковац 1 — Орловача /Гробље/[7]
- Линија 504 Видиковац — Ресник /Железничка станица/[8]
- Линија 507 Кнежевац — Рушањ /Дробњачки крај/[9]

Ноћним аутобуским линијама:
- Линија 37Н Трг Републике — Кнежевац[10]
- Линија 47Н Трг Републике — Миљаковац 3 — Ресник /Железничка станица/[11]

Трамвајским линијама:
- Линија 3 Омладински стадион — Кнежевац[12]

Преко железничке станице Кнежевац се може стићи и БГ Воз линијама:
- БГ Воз 2 Овча — Ресник
- БГ Боз 3 Овча — Младеновац
- БГ Воз 4 Овча — Лазаревац